# Arménie au Concours Eurovision de la chanson 2017
L'Arménie est l'un des quarante-deux pays participants du Concours Eurovision de la chanson 2017, qui se déroule à Kiev en Ukraine. Le pays est représenté par la chanteuse Artsvik et sa chanson Fly With Me, sélectionnées via le télé-crochet Depi Evratesil. Lors de l'Eurovision, le pays termine 18e avec 79 points en finale.

## Sélection
Le diffuseur arménien annonce sa participation le 1er juillet 2016. Pour la première fois depuis 2011, l'Arménie sélectionnera l'artiste et la chanson qui la représentera à travers une sélection nationale télévisée : Depi Evratesil (en français : Pour l'Eurovision).

### Format
Depi Evratesil est diffusé sur trois mois, d'octobre à décembre 2016, et est constituée de quatre stades différents. L'émission est une sélection ouverte où chacun des 6 membres du jury constituera une équipe, dont il sera le mentor. Le vainqueur de la finale gagnera le droit de représenter son pays à l'Eurovision.

### Dépôt des candidatures
Du 6 juillet au 25 août 2016, tout artiste ou groupe arménien ou d'héritage arménien, âgé de 16 ans ou plus, pouvait s'inscrire sur une plate-forme en ligne.

### Jury
Le jury est composé de six membres, tous ayant déjà représenté l'Arménie au Concours Eurovision de la chanson :
- Aram Mp3 (2014)
- Essaï Altounian (2015)
- Hayko (2007)
- Anush Archakian (2009)
- Inga Archakian (2009, 2015)
- Iveta Moukoutchian (2016)

### Premier stade: les auditions
Durant les émissions constituant les auditions, les chanteurs doivent reprendre une chanson de leur choix. Les juges sélectionnent alors une quarantaine d'artistes pour la suite de l'émission. Pour cela ils doivent appuyer sur le bouton situé devant eux pour signifier qu'ils souhaitent voir l'artiste continuer. Si au moins quatre jurés sont convaincus, l'artiste est sélectionné. Si le chanteur n'est buzzé que par trois jurés, il a une minute additionnelle pour interpréter un autre morceau a cappella et obtenir des buzz supplémentaires. Ceux qui n'ont qu'un ou deux buzz ou qui après la minute a cappella n'en ont que trois ne sont pas retenus.
- Artiste sélectionné
- Buzz pendant la minute a cappella

#### Première soirée
Durant cette soirée, vingt-cinq artistes se produisent devant le jury. À l'issue de la soirée, douze d'entre eux sont retenus pour la suite de l'émission.
| Artiste                                  | Buzz des jurés | Buzz des jurés | Buzz des jurés | Buzz des jurés | Buzz des jurés | Buzz des jurés | Résultat      |
| Artiste                                  | Anush          | Hayko          | Iveta          | Aram           | Inga           | Essaï          | Résultat      |
| ---------------------------------------- | -------------- | -------------- | -------------- | -------------- | -------------- | -------------- | ------------- |
| Syuzanna Melk'onyan Սյուոաննա Մելքոնյան  | ✔              |                | ✔              | ✔              | ✔              | ✔              | Sélectionnée  |
| Saro Gevorgyan Սարո Գեվորգյան            | ✔              | ✔              | ✔              | ✔              | ✔              | ✔              | Sélectionné   |
| Monika Manučarova Моника Манучарова      |                | ✔              |                |                | ✔              |                | Éliminée      |
| Òfelya Sahakyan Օֆելյա Սահակյան          |                |                |                |                |                |                | Éliminée      |
| Lilit' Ter-Vardanyan Լիլիթ Տեր-Վարդանյան | ✔              |                |                |                |                |                | Éliminée      |
| Mnac'akan Brsoyan Մնացական Բրսոյան       |                |                |                |                |                |                | Éliminé       |
| Mane Aṙak'elyan Մանե Առաքելյան           |                |                |                |                |                |                | Éliminée      |
| Shake Donoyan                            |                |                |                |                |                | ✔              | Éliminée      |
| Mary Mheryan                             | ✔              | ✔              | ✔              | ✔              | ✔              | ✔              | Sélectionnée  |
| Only Girls                               | ✔              |                | ✔              |                | ✔              | ✔              | Sélectionnées |
| Hunan Hambaryan Հունան Համբարյան         |                |                | ✔              |                |                |                | Éliminé       |
| Egine                                    | ✔              | ✔              | ✔              | ✔              |                | ✔              | Sélectionnée  |
| Alek'sandr Plato Ալեքսանդր Պլատո         | ✔              | ✔              | ✔              | ✔              | ✔              | ✔              | Sélectionné   |
| Mariam Evriyan Մարյամ Եվրիյան            | ✔              | ✔              | ✔              | ✔              | ✔              |                | Sélectionnée  |
| K'ristina Avetisyan Քրիստինա Ավետիսյան   | ✔              |                | ✔              | ✔              |                | ✔              | Sélectionnée  |
| Narek Gevorgyan Նարեկ Գեվորգյան          |                |                | ✔              |                |                |                | Éliminé       |
| Mxit'ar Ġazaryan Մխիթար Ղազարյան         |                |                |                |                |                |                | Éliminé       |
| Hovhannes Demiǰyan Հովհաննես Դեմիջյան    | ✔              |                |                | ✔              | ✔              |                | Éliminé       |
| Alex Grigoryan                           |                |                |                |                |                | ✔              | Éliminé       |
| Lilit' Xačatryan Լիլիթ Խաչատրյան         | ✔              |                |                |                | ✔              |                | Éliminée      |
| Eva Karapetyan Եվա Կարապետյան            |                |                |                |                |                |                | Éliminée      |
| Amaliya Margaryan Ամալյա Մարգարյան       | ✔              |                |                | ✔              | ✔              | ✔              | Sélectionnée  |
| Vahe Alek'sanyan Վահե Ալեքսանյան         | ✔              | ✔              | ✔              | ✔              | ✔              | ✔              | Sélectionné   |
| Anna Sedrakyan Աննա Սեդրակյան            | ✔              | ✔              | ✔              | ✔              | ✔              |                | Sélectionnée  |
| Arcvik Արծվիկ                            | ✔              | ✔              | ✔              | ✔              | ✔              | ✔              | Sélectionnée  |

#### Deuxième soirée
Durant cette soirée, vingt-cinq artistes se produisent devant le jury. À l'issue de la soirée, douze d'entre eux sont retenus pour la suite de l'émission.
| Artiste                                  | Buzz des jurés | Buzz des jurés | Buzz des jurés | Buzz des jurés | Buzz des jurés | Buzz des jurés | Résultat     |
| Artiste                                  | Anush          | Hayko          | Iveta          | Aram           | Inga           | Essaï          | Résultat     |
| ---------------------------------------- | -------------- | -------------- | -------------- | -------------- | -------------- | -------------- | ------------ |
| Lilit' Harut'yunyan Լիլիթ Հարությունյան  | ✔              | ✔              | ✔              | ✔              | ✔              | ✔              | Sélectionnée |
| Aksel Baveyan Ակսել Բավեյան              |                |                | ✔              | ✔              | ✔              | ✔              | Sélectionné  |
| J̌uǰo Ջուջո                               | ✔              | ✔              | ✔              | ✔              | ✔              | ✔              | Sélectionnée |
| Davit' Paronikyan Դավիթ Պարօնիկյան       |                |                |                |                |                |                | Éliminé      |
| Narine Eranosyan Նարինե Երանոսյան        |                |                |                | ✔              |                |                | Éliminée     |
| Armen Čamičyan Արմեն Չամիչյան            |                |                |                |                |                |                | Éliminé      |
| Meline Galoyan Մելինե Գալոյան            | ✔              | ✔              |                |                | ✔              |                | Éliminée     |
| Anahit Harut'yunyan Անահիտ Հարությունյան | ✔              |                |                |                |                |                | Éliminée     |
| K'ristina Hovsep'yan Քրիստինա Հօվսեփյան  |                |                |                |                |                |                | Éliminée     |
| Sona Dunoyan Սոնա Դունոյան               | ✔              | ✔              | ✔              | ✔              | ✔              | ✔              | Sélectionnée |
| Armenuhi Gasparyan Արմենուհի Գասպարյան   | ✔              |                | ✔              | ✔              | ✔              | ✔              | Sélectionnée |
| Albert Ġazaryan Ալբերը Ղաոարյան          | ✔              |                |                | ✔              | ✔              | ✔              | Sélectionné  |
| Činar Isoyan Չինար Իսոյան                | ✔              | ✔              |                |                |                |                | Éliminée     |
| Lucy                                     | ✔              | ✔              | ✔              | ✔              | ✔              | ✔              | Sélectionnée |
| Arthur Abgar                             | ✔              | ✔              | ✔              | ✔              | ✔              | ✔              | Sélectionné  |
| Marissa Մարիսսա                          | ✔              | ✔              | ✔              | ✔              | ✔              | ✔              | Sélectionnée |
| Georgi Bunik't'yan Գեորգի Բունիքթյան     |                |                | ✔              |                |                |                | Éliminé      |
| Òvsanna Xublaryan Օվսաննա Խուբլարյան     |                |                |                | ✔              |                |                | Éliminée     |
| Lusine Step'anyan Լուսինե Ստեփանյան      | ✔              |                |                |                |                |                | Éliminée     |
| Henrix Òhanyan Հենրիխ Օհանյան            |                |                |                |                |                | ✔              | Éliminé      |
| Isahak Hakobyan Իսահակ Հակոբյան          |                |                | ✔              |                |                |                | Éliminé      |
| Gohar Hovsep'yan Գոհար Հովսեփյան         |                | ✔              |                |                |                | ✔              | Éliminé      |
| Anna Danielyan Աննա Դանիելյան            | ✔              |                |                | ✔              | ✔              | ✔              | Sélectionnée |
| Gevorg Harut'yunyan Գեվորգ Հարւթյունյան  | ✔              | ✔              | ✔              | ✔              | ✔              | ✔              | Sélectionné  |
| Mart'a Մարթա                             | ✔              | ✔              | ✔              | ✔              | ✔              | ✔              | Sélectionnée |

#### Troisième soirée
Durant cette soirée, vingt-sept artistes se produisent devant le jury. À l'issue de la soirée, treize d'entre eux sont retenus pour la suite de l'émission.
| Artiste                                    | Buzz des jurés | Buzz des jurés | Buzz des jurés | Buzz des jurés | Buzz des jurés | Buzz des jurés | Résultat     |
| Artiste                                    | Anush          | Hayko          | Iveta          | Aram           | Inga           | Essaï          | Résultat     |
| ------------------------------------------ | -------------- | -------------- | -------------- | -------------- | -------------- | -------------- | ------------ |
| Diana Dikovski Диана Диковский             | ✔              | ✔              | ✔              | ✔              | ✔              | ✔              | Sélectionnée |
| Opera Viva                                 | ✔              | ✔              | ✔              |                | ✔              | ✔              | Sélectionné  |
| Eva Kans Եվա Կանս                          | ✔              | ✔              | ✔              | ✔              | ✔              |                | Sélectionnée |
| P'ayla Gevorgyan Փայլա Գեվորգյան           | ✔              | ✔              | ✔              | ✔              | ✔              | ✔              | Sélectionnée |
| Hovsep' Abrahamyan Հովսեփ Աբրահամյան       |                |                |                |                | ✔              |                | Éliminé      |
| Viktorya Adamyan Վիկտօրյա Ադամյան          |                |                |                |                |                |                | Éliminée     |
| Arçrun Xangeldyan Արծրուն Խանգելդյան       |                |                |                | ✔              |                |                | Éliminé      |
| Ani Aik'ayelyan Անի Աիքայելյան             |                |                |                |                |                |                | Éliminée     |
| Grizelda Simonyan Գրիզելդա Սիմոնյան        |                |                |                |                |                |                | Éliminée     |
| Ēmma Hovhannisyan Էմմա Հովհաննիսյան        |                |                |                |                |                |                | Éliminée     |
| K'ristina Mangasakyan Քրիստինա Մանգասարյան | ✔              | ✔              | ✔              | ✔              | ✔              | ✔              | Sélectionnée |
| Ṙob Avalyan Ռոբ Ավալյան                    | ✔              | ✔              | ✔              |                | ✔              |                | Sélectionné  |
| Karine Harut'yunyan Կարինե Հարությունյան   | ✔              | ✔              | ✔              | ✔              | ✔              | ✔              | Sélectionnée |
| Margarita Igit'yan Մարգարիտա Իգիթյան       |                |                |                |                |                |                | Éliminée     |
| Narine J̌inanyan Նարինե Ջինանյան            | ✔              | ✔              | ✔              | ✔              | ✔              | ✔              | Sélectionnée |
| Step'an Hovhannisyan Ստեփան Հովհաննիսյան   | ✔              |                | ✔              | ✔              | ✔              |                | Sélectionné  |
| Zemfira Fridon Զեմֆիրա Ֆրիդոն              | ✔              | ✔              | ✔              | ✔              | ✔              | ✔              | Sélectionnée |
| Veronika Grigoryan Վերոնիկա Գրիգորյան      | ✔              |                | ✔              | ✔              | ✔              | ✔              | Sélectionnée |
| Alek'san Asiryan Ալեքսան Ասիրյան           | ✔              | ✔              | ✔              |                |                |                | Éliminé      |
| Saṙa Harut'yunyan Սառա Հարությունյան       |                |                |                |                |                |                | Éliminée     |
| Anč̣ela Ġalečyan Անճելա Ղալեչյան            |                |                |                |                | ✔              | ✔              | Éliminée     |
| Sat'enik Enok'yan Սաթենիկ Ենոքյան          |                |                |                |                |                |                | Éliminée     |
| Sona Grigoryan Սոնա Գրիգորյան              |                |                |                |                |                |                | Éliminée     |
| Astġik Xoǰabaġyan Աստղիկ Խոջաբաղյան        |                |                |                |                |                |                | Éliminée     |
| Yana Karabetyan Յանա Կարաբետյան            |                |                |                |                |                |                | Éliminée     |
| Diana Adamyan Դիանա Ադամյան                | ✔              | ✔              | ✔              | ✔              | ✔              | ✔              | Sélectionnée |
| Hasmik Široyan Հասմիկ Շիրոյան              | ✔              | ✔              | ✔              | ✔              | ✔              | ✔              | Sélectionnée |

### Deuxième étape: la constitution des équipes
Durant cette étape, les juges doivent constituer chacun une équipe de quatre candidats et dont ils seront les coachs.
À ce stade donc, les trente-sept candidats sélectionnés précédemment repassent devant les juges. Durant la fin de la prestation, un compte à rebours de dix secondes s'affiche. Les juges doivent profiter de ce court délai pour buzzer le candidat pour lui signifier qu'ils veulent l'avoir dans leur équipe. Si un des juges buzze, les autres n'ont plus la capacité de buzzer. C'est donc celui qui aura été le plus rapide qui gagnera le candidat.
- Artiste qualifié
- Artiste repêché

#### Quatrième soirée
Cette soirée voit neuf candidats se produire sur scène. À l'issue de l'émission, six sont qualifiés pour la suite de la sélection.
| Artiste               | Buzz  | Résultat  |
| --------------------- | ----- | --------- |
| Veronika Grigoryan    |       | Éliminée  |
| Lucy                  | Aram  | Qualifiée |
| Egine                 | Hayko | Qualifiée |
| Syuzanna Melk'onyan   | Inga  | Qualifiée |
| Opera Viva            | Essaï | Qualifié  |
| Mary Mheryan          |       | Éliminée  |
| K'ristina Mangasakyan | Iveta | Qualifiée |
| Saro Gevorgyan        | Aram  | Qualifié  |
| Ṙob Avalyan           |       | Éliminé   |

#### Cinquième soirée
Cette soirée voit neuf candidats se produire sur scène. À l'issue de l'émission, cinq sont qualifiés pour la suite de la sélection. De plus, une des candidates de cette soirée a été repêchée par Essaï à la fin de la septième soirée.
| Artiste              | Buzz  | Résultat           |
| -------------------- | ----- | ------------------ |
| Vahe Alek'sanyan     | Iveta | Qualifié           |
| P'ayla Gevorgyan     |       | Éliminée           |
| Marissa              |       | Repêchée par Essaï |
| J̌uǰo                 | Aram  | Qualifiée          |
| Albert Ġazaryan      |       | Éliminé            |
| Step'an Hovhannisyan | Anush | Qualifié           |
| Arcvik               | Essaï | Qualifiée          |
| Armenuhi Gasparyan   |       | Éliminée           |
| Anna Danielyan       | Hayko | Qualifiée          |

#### Sixième soirée
Cette soirée voit dix candidats se produire sur scène. À l'issue de l'émission, cinq sont qualifiés pour la suite de la sélection.
| Artiste             | Buzz  | Résultat  |
| ------------------- | ----- | --------- |
| Mariam Evriyan      |       | Éliminée  |
| Lilit' Harut'yunyan | Aram  | Qualifiée |
| Mart'a              | Anush | Qualifiée |
| Diana Adamyan       |       | Éliminée  |
| K'ristina Avetisyan |       | Éliminée  |
| Alek'sandr Plato    | Anush | Qualifié  |
| Anna Sedrakyan      | Anush | Qualifiée |
| Diana Dikovski      |       | Éliminée  |
| Arthur Abgar        |       | Éliminé   |
| Hasmik Široyan      | Iveta | Qualifiée |

#### Septième soirée
Cette soirée voit neuf candidats se produire sur scène. À l'issue de l'émission, sept sont qualifiés pour la suite de la sélection.
| Artiste             | Buzz  | Résultat   |
| ------------------- | ----- | ---------- |
| Only Girls          | Essaï | Qualifiées |
| Sona Dunoyan        | Iveta | Qualifiée  |
| Gevorg Harut'yunyan | Inga  | Qualifié   |
| Aksel Baveyan       |       | Éliminé    |
| Karine Harut'yunyan | Inga  | Qualifiée  |
| Zemfira Fridon      |       | Éliminée   |
| Eva Kans            | Hayko | Qualifiée  |
| Amaliya Margaryan   | Hayko | Qualifiée  |
| Narine J̌inanyan     | Inga  | Qualifiée  |

#### Équipes à l'issue de la deuxième étape
| Anush                | Hayko             | Iveta                 | Aram                | Inga                | Essaï      |
| -------------------- | ----------------- | --------------------- | ------------------- | ------------------- | ---------- |
| Step'an Hovhannisyan | Egine             | K'ristina Mangasakyan | Lucy                | Syuzanna Melk'onyan | Opera Viva |
| Mart'a               | Anna Danielyan    | Vahe Alek'sanyan      | Saro Gevorgyan      | Gevorg Harut'yunyan | Arcvik     |
| Alek'sandr Plato     | Eva Kans          | Hasmik Široyan        | J̌uǰo                | Karine Harut'yunyan | Only Girls |
| Anna Sedrakyan       | Amaliya Margaryan | Sona Dunoyan          | Lilit' Harut'yunyan | Narine J̌inanyan     | Marissa    |

À la fin de la deuxième étape, Essaï ne comptait que trois chanteurs dans son équipe alors que les règles de l'émission stipulent qu'il en faut quatre. Il a alors repêché Marissa, qui était passée dans la cinquième soirée.

### Troisième étape: les duels
Dans cette étape, chaque coach établit deux duels entre deux des chanteurs de leur équipe. Chaque artiste interprète une chanson et, une fois les deux interprétations passées, un de deux candidats est éliminé.

#### Huitième soirée
Durant cette soirée, tous les juges votent pour leur artiste préféré à chaque duel : le vote du coach compte pour trois voix, et celui des autres juges pour une voix unique. 
| Coach    | Artiste               | Votes des juges | Votes des juges | Votes des juges | Votes des juges | Votes des juges | Votes des juges | Total |
| Coach    | Artiste               | Anush           | Hayko           | Iveta           | Aram            | Inga            | Essaï           | Total |
| -------- | --------------------- | --------------- | --------------- | --------------- | --------------- | --------------- | --------------- | ----- |
| Aram MP3 | Saro Gevorgyan        |                 |                 |                 | ✔               |                 |                 | 3     |
| Aram MP3 | Lucy                  | ✔               | ✔               | ✔               |                 | ✔               | ✔               | 5     |
| Inga     | Karine Harut'yunyan   | ✔               |                 |                 |                 |                 |                 | 1     |
| Inga     | Gevorg Harut'yunyan   |                 | ✔               | ✔               | ✔               | ✔               | ✔               | 7     |
| Hayko    | Amaliya Margaryan     |                 |                 |                 |                 |                 | ✔               | 1     |
| Hayko    | Anna Danielyan        | ✔               | ✔               | ✔               | ✔               | ✔               |                 | 7     |
| Anush    | Mart'a                | ✔               | ✔               |                 | ✔               | ✔               | ✔               | 7     |
| Anush    | Step'an Hovhannisyan  |                 |                 | ✔               |                 |                 |                 | 1     |
| Essaï    | Only Girls            |                 |                 |                 |                 |                 |                 | 0     |
| Essaï    | Arcvik                | ✔               | ✔               | ✔               | ✔               | ✔               | ✔               | 8     |
| Iveta    | K'ristina Mangasakyan | ✔               |                 |                 |                 |                 | ✔               | 2     |
| Iveta    | Hasmik Široyan        |                 | ✔               | ✔               | ✔               | ✔               |                 | 6     |

#### Neuvième soirée
De la même manière que la semaine précédente, tous les juges votent pour leur artiste préféré à chaque duel : le vote du coach compte pour trois voix, et celui des autres juges pour une voix unique. 
| Coach    | Artiste             | Votes des juges | Votes des juges | Votes des juges | Votes des juges | Votes des juges | Votes des juges | Total |
| Coach    | Artiste             | Anush           | Hayko           | Iveta           | Aram            | Inga            | Essaï           | Total |
| -------- | ------------------- | --------------- | --------------- | --------------- | --------------- | --------------- | --------------- | ----- |
| Aram MP3 | Lilit' Harut'yunyan | ✔               | ✔               | ✔               |                 | ✔               | ✔               | 5     |
| Aram MP3 | J̌uǰo                |                 |                 |                 | ✔               |                 |                 | 3     |
| Inga     | Narine J̌inanyan     |                 |                 |                 |                 | ✔               |                 | 3     |
| Inga     | Syuzanna Melk'onyan | ✔               | ✔               | ✔               | ✔               |                 | ✔               | 5     |
| Hayko    | Eva Kans            |                 |                 |                 | ✔               |                 |                 | 1     |
| Hayko    | Egine               | ✔               | ✔               | ✔               |                 | ✔               | ✔               | 7     |
| Anush    | Anna Sedrakyan      |                 |                 |                 |                 |                 |                 | 0     |
| Anush    | Alek'sandr Plato    | ✔               | ✔               | ✔               | ✔               | ✔               | ✔               | 8     |
| Essaï    | Opera Viva          | ✔               |                 | ✔               | ✔               |                 | ✔               | 6     |
| Essaï    | Marissa             |                 | ✔               |                 |                 | ✔               |                 | 2     |
| Iveta    | Sona Dunoyan        |                 |                 |                 | ✔               |                 |                 | 1     |
| Iveta    | Vahe Alek'sanyan    | ✔               | ✔               | ✔               |                 | ✔               | ✔               | 7     |

#### Dixième soirée
Pendant cette soirée, seul le coach des artistes compte. Il désigne seul le candidat qui continuera la sélection.
| Coach    | Artiste             |
| -------- | ------------------- |
| Iveta    | Vahe Alek'sanyan    |
| Iveta    | Hasmik Široyan      |
| Inga     | Syuzanna Melk'onyan |
| Inga     | Gevorg Harut'yunyan |
| Hayko    | Egine               |
| Hayko    | Anna Danielyan      |
| Essaï    | Opera Viva          |
| Essaï    | Arcvik              |
| Aram MP3 | Lucy                |
| Aram MP3 | Lilit' Harut'yunyan |
| Anush    | Mart'a              |
| Anush    | Alek'sandr Plato    |

### Quatrième étape: les phases finales

#### Première demi-finale
La première demi-finale a eu lieu le 10 décembre 2016. Sur les six artistes encore en compétition, quatre sont qualifiés pour la deuxième demi-finale.
Pour la première fois, la qualification des candidats fait intervenir le télévote. En effet, les quatre artistes qualifiés sont désignés par un vote où les votes de neuf jurés comptent pour une moitié, tandis que le vote des téléspectateurs pour l'autre. Les jurés attribuent de un à six points, pour un total de 189 point attribués. Le télévote attribue donc aussi 189 points.
| Ordre | Coach | Artiste             | Jury | Télévote    | Télévote | Total | Place |
| Ordre | Coach | Artiste             | Jury | Pourcentage | Points   | Total | Place |
| ----- | ----- | ------------------- | ---- | ----------- | -------- | ----- | ----- |
| 1     | Anush | Mart'a              | 48   | 25,9 %      | 49       | 97    | 1     |
| 2     | Essaï | Arcvik              | 32   | 20,6 %      | 39       | 71    | 2     |
| 3     | Hayko | Egine               | 25   | 17,5 %      | 33       | 58    | 4     |
| 4     | Aram  | Lucy                | 20   | 9 %         | 17       | 37    | 6     |
| 5     | Inga  | Syuzanna Melk'onyan | 31   | 19,1 %      | 36       | 67    | 3     |
| 6     | Iveta | Vahe Alek'sanyan    | 33   | 7,9 %       | 15       | 48    | 5     |

#### Deuxième demi-finale
La deuxième demi-finale a lieu le 17 décembre 2016. Des quatre artistes en compétition, seules deux se qualifient pour la finale.
Les qualifiées sont désignées par un vote constitué pour moitié du vote des téléspectateurs, et pour l'autre moitié du vote d'un jury international de onze membres. Chacun des onze jurés attribut des points de 1 à 4, pour un total de 110 points attribués par les jurys. Le télévote attribue également 110 points.
| Ordre | Coach | Artiste             | Jury | Télévote    | Télévote | Total | Place |
| Ordre | Coach | Artiste             | Jury | Pourcentage | Points   | Total | Place |
| ----- | ----- | ------------------- | ---- | ----------- | -------- | ----- | ----- |
| 1     | Ansuh | Mart'a              | 21   | 36,4 %      | 40       | 61    | 2     |
| 2     | Inga  | Syuzanna Melk'onyan | 30   | 21,8 %      | 24       | 54    | 3     |
| 3     | Essaï | Artsvik             | 35   | 24,6 %      | 27       | 62    | 1     |
| 4     | Hayko | Egine               | 24   | 17,2 %      | 19       | 43    | 4     |

Le jury international était composé de :
- – Olga Salamakha
- – Joana Levieva-Sawyer
- – Klitos Klitou
- – Mart Normet
- – Nodiko Tatishvili
- – Sopho Gelovani
- – Audrius Giržadas
- – Gordon Bonello
- – William Lee Adams
- – Christer Björkman
- – Sacha Jean-Baptiste

#### Finale
Lors de la finale, le vainqueur est déterminé par un vote constitué pour moitié du vote des téléspectateurs, et pour l'autre moitié du vote d'un jury international de sept membres.
| Coach | Artiste | Jury | Télévote | Total | Place |
| ----- | ------- | ---- | -------- | ----- | ----- |
| Anush | Mart'a  | 19 % | 10 %     | 29 %  | 2     |
| Essaï | Artsvik | 31%  | 40%      | 71%   | 1     |

Le jury était composé de :
- – Karen Asatryan
- – Rita Movsesyan
- – Iskui Abalyan
- – Arthur Aharonyan
- – Anais Heghoyan
- – Arthur Gourounlyan
- – Araksya Mushegyan

La finale est remportée par Artsvik, qui représentera donc le pays au Concours 2017. Le 18 mars 2017, la chanson qu'Artsvik interprétera, Fly With Me, est présentée au public.

## À l'Eurovision
L'Arménie participe à la première demi-finale, le 9 mai 2017. Arrivé 7e avec 152 points, le pays se qualifie pour la finale du 13 mai 2017, où il termine 18e avec 79 points.